# NGC 7008
NGC 7008 o anche Nebulosa Feto per la sua forma, è una nebulosa planetaria situata a circa 2800 anni luce nella costellazione del Cigno. È stata scoperta da William Herschel nel 1787.
La nebulosa è molto disomogenea e consiste principalmente in due sferoidi prolati di moderata ellitticità: i processi di condensazione si stanno espandendo alla stessa velocità del gas circostante e avvengono in nodi brillanti della struttura; possiede un raggio di 0,175 parsec.
La stella centrale possiede una temperatura effettiva di 43000 K, una luminosità 3,70 volte superiore a quella del Sole e un raggio 0,17 superiore.